# Холодок несправжньошорсткий
Холодок несправжньошорсткий (Asparagus pseudoscaber) — вид рослин з родини холодкових (Asparagaceae), поширений у колишній Югославії, Румунії, Молдові, Україні.

## Опис
Багаторічна трав'яниста кореневищна рослина від 70 до 110 см (рідше від 40 до 200 см) заввишки. Гілки спрямовані горизонтально. Чоловічі квітки довжиною від 5 до 6 міліметрів, жіночі — від 2.5 до 3 міліметрів.

## Поширення
Поширений у колишній Югославії, Румунії, Молдові, Україні.

## Використання
Рідко використовується як декоративна рослина.